# Scraptia rothschildi
Scraptia rothschildi is een keversoort uit de familie bloemspartelkevers (Scraptiidae). De wetenschappelijke naam van de soort is voor het eerst geldig gepubliceerd in 1907 door Pic.